# 대원수님은 우리의 해님
〈대원수님은 우리의 해님〉은 조선민주주의인민공화국의 제1대~제5대 주석 김일성을 우상화, 찬양하는 조선민주주의인민공화국의 노래이다.

## 노래
- 《대원수님은 우리의 해님》

## 같이 보기
- 김일성